# Randy Kerstjens
Randy Kerstjens (Venlo, 17 april 1991) is een Nederlands trialrijder.
Hij werd in 2006 Nederlands jeugdkampioen en kwam vanaf 2011 uit op het hoogste Nederlandse niveau. In 2013 en 2014 eindigde hij als tweede achter Alex van den Broek, maar in 2015 mocht hij de Nederlandse titel voor het eerst toevoegen aan zijn erelijst nadat hij vier van de zeven wedstrijden had gewonnen en na afgelasting van de laatste drie wedstrijden van dat seizoen. Dat jaar won hij ook de Wintercup. In 2018 werd hij opnieuw Nederlands kampioen, nadat hij 6 van de 9 wedstrijden won.
Zijn internationale debuut bij de senioren was in 2014 waar hij 22ste werd in de wedstrijd in Italië voor het Europees kampioenschap.

## Palmares
- 2015[2], 2018[4] - Nederlands kampioen
- 2015 - Winnaar wintercup[2]
- 2006 - Nederlands jeugdkampioen[2]